# David Bissett
David Bissett (Edmonton, 26 settembre 1979) è un bobbista canadese.

## Biografia
Ai XXI Giochi olimpici invernali (edizione disputatasi nel 2010 a Vancouver, Canada) vinse la medaglia di bronzo nel Bob a 4 con i connazionali Lyndon Rush, Lascelles Brown e Chris le Bihan partecipando per la nazionale canadese, venendo superati da quella tedesca e statunitense a cui andò la medaglia d'oro. 
Il tempo totalizzato fu di 3'24.85, mentre le altre due squadre totalizzarono dei tempo di 3'24.84 e 3'24.46. Vinse una medaglia d'argento ai campionati mondiali del 2007 nel bob a quattro.